# یواس‌اس اریزونا (آی‌دی-۴۵۴۲ای)
یواس‌اس اریزونا (آی‌دی-۴۵۴۲ای) (به انگلیسی: USS Arizonan (ID-4542A)) یک کشتی بود که طول آن ۴۹۰ فوت ۰ اینچ (۱۴۹٫۳۵ متر) بود. این کشتی در سال ۱۹۰۲ ساخته شد.